# NEA-gruppen
NEA-gruppen startades 1931 i Örebro och utvecklades till att bli en rikstäckande aktör inom elinstallationer huvudsakligen inriktad mot industrikunder, offentlig förvaltning samt grossistverksamhet. NEA-gruppen börsnoterades 1982, men köptes ut från börsen av riskkapitalbolaget Segulah 2006, som 2010 sålde verksamheten till den europeiska installationsgruppen Imtech vars nordiska verksamhet 2015 förvärvades av riskkapitalbolaget Triton och ändrade namn till Assemblin, som är en av Nordens ledande installationskoncerner.  